# Copa Nelson Muñoz
La Copa Nelson Muñoz Custode es un trofeo amistoso que disputa en un partido único en el Estadio 9 de Mayo de la ciudad de Machala, Ecuador.
La suelen disputar equipos de primera o segunda categoría de Ecuador y en dos ocasiones han participado clubes extranjeros, realizándose anualmente desde el año 2011. En algunas ocasiones es un partido amistoso de pretemporada, en otras ocasiones se disputa el trofeo en el marco de un partido que se juegue en el ese estadio durante el año.

## Ganadores
| Año           | Campeón                       | Final Resultado(s) | Subcampeón                     | Sede                       |
| ------------- | ----------------------------- | ------------------ | ------------------------------ | -------------------------- |
| 2011 Detalles | Deportes Tolima · Colombia    | 2:1                | Barcelona S.C. · Ecuador       | Estadio 9 de Mayo, Machala |
| 2012 Detalles | Barcelona S.C. · Ecuador      | 3:1                | Orense S.C. · Ecuador          | Estadio 9 de Mayo, Machala |
| 2013 Detalles | Barcelona S.C. · Ecuador      | 1:0                | Orense S.C. · Ecuador          | Estadio 9 de Mayo, Machala |
| 2014 Detalles | Orense S.C. · Ecuador         | 0:0 *              | Barcelona S.C. · Ecuador       | Estadio 9 de Mayo, Machala |
| 2015 Detalles | Guayaquil City F.C. · Ecuador | 1:0                | Fuerza Amarilla S.C. · Ecuador | Estadio 9 de Mayo, Machala |
| 2016 Detalles | Barcelona S.C. · Ecuador      | 0:0 **             | Fuerza Amarilla S.C. · Ecuador | Estadio 9 de Mayo, Machala |
| 2017 Detalles | Juan Aurich · Perú            | 1:1 ***            | Fuerza Amarilla S.C. · Ecuador | Estadio 9 de Mayo, Machala |
| 2018 Detalles | Toreros F.C. · Ecuador        | 1:1 ****           | Cantera del Jubones · Ecuador  | Estadio 9 de Mayo, Machala |
| 2019 Detalles | C.S. Emelec · Ecuador         | 4:1                | Fuerza Amarilla · Ecuador      | Estadio 9 de Mayo, Machala |
| 2020 Detalles | Barcelona S.C. · Ecuador      | 0:0 *****          | Orense S.C. · Ecuador          | Estadio 9 de Mayo, Machala |

* Edición de 2014 terminó empatada, y se entregó el trofeo a Orense S.C..

** Edición de 2016 terminó empatada, y se entregó el trofeo a Barcelona S.C..

*** Edición de 2017 terminó empatada, y se entregó el trofeo a Juan Aurich.

**** Edición de 2018 terminó empatada, y se entregó el trofeo a Toreros F.C..

***** Edición de 2020 terminó empatada, y se entregó el trofeo a Barcelona S.C..

## Palmarés

### Participaciones y títulos por club
| Club                 | Participaciones | Trofeos | Efectividad* |
| -------------------- | --------------- | ------- | ------------ |
| Barcelona S.C.       | 6               | 4       | 66,67%       |
| Orense S.C.          | 4               | 1       | 25%          |
| C.S. Emelec          | 1               | 1       | 100%         |
| Deportes Tolima      | 1               | 1       | 100%         |
| Juan Aurich          | 1               | 1       | 100%         |
| Guayaquil City F.C.  | 1               | 1       | 100%         |
| Toreros F.C.         | 1               | 1       | 100%         |
| Fuerza Amarilla S.C. | 4               | 0       | 0%           |
| Cantera del Jubones  | 1               | 0       | 0%           |

* Se considera la efectividad de trofeos ganados, no de victorias conseguidas ya que hubo trofeos entregados en empates.